# Leptosphaeria hendersoniae
Leptosphaeria hendersoniae är en svampart som först beskrevs av Karl Wilhelm Gottlieb Leopold Fuckel, och fick sitt nu gällande namn av L. Holm 1957. Leptosphaeria hendersoniae ingår i släktet Leptosphaeria och familjen Leptosphaeriaceae.   Inga underarter finns listade i Catalogue of Life.
I den svenska databasen Dyntaxa används istället namnet Leptosphaeria tollens för samma taxon.  Arten är reproducerande i Sverige.